# Classe Mini
Die Mini-Klasse, auch Classe Mini 650, ist eine Segelyacht-Konstruktionsklasse und wird vor allem bei Küstenregatten aber auch bei Transatlantikrennen eingesetzt. Sie gilt als Einstiegsklasse ins Einhandsegeln auf See und ist vor allem in Frankreich sehr populär. In Deutschland hat vor allem Jörg Riechers und im Jahr 2020 Morten Bogacki für mediale Aufmerksamkeit gesorgt, da sie in die Phalanx französischer Segler mit hervorragenden Regattaergebnissen einbrechen konnten.

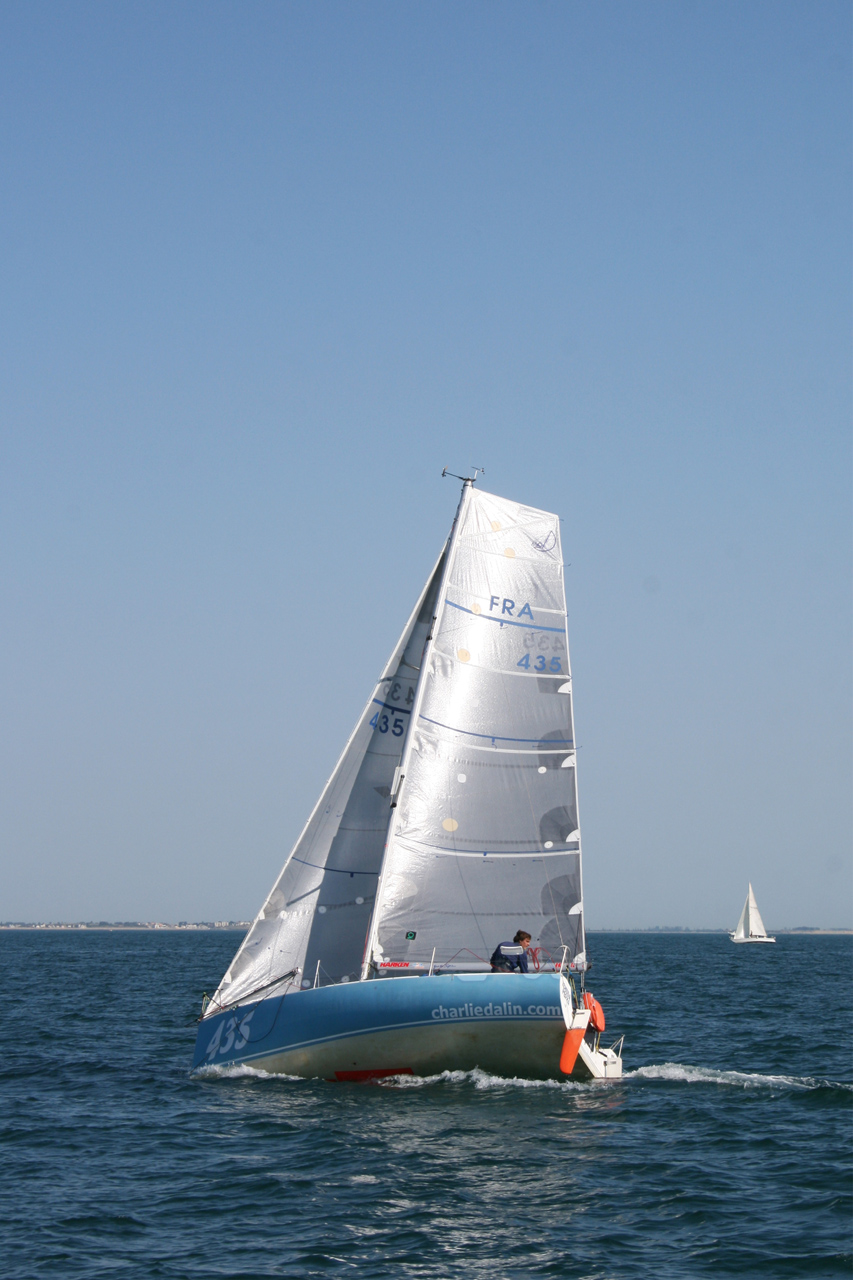
Charlie Dalin auf FRA436

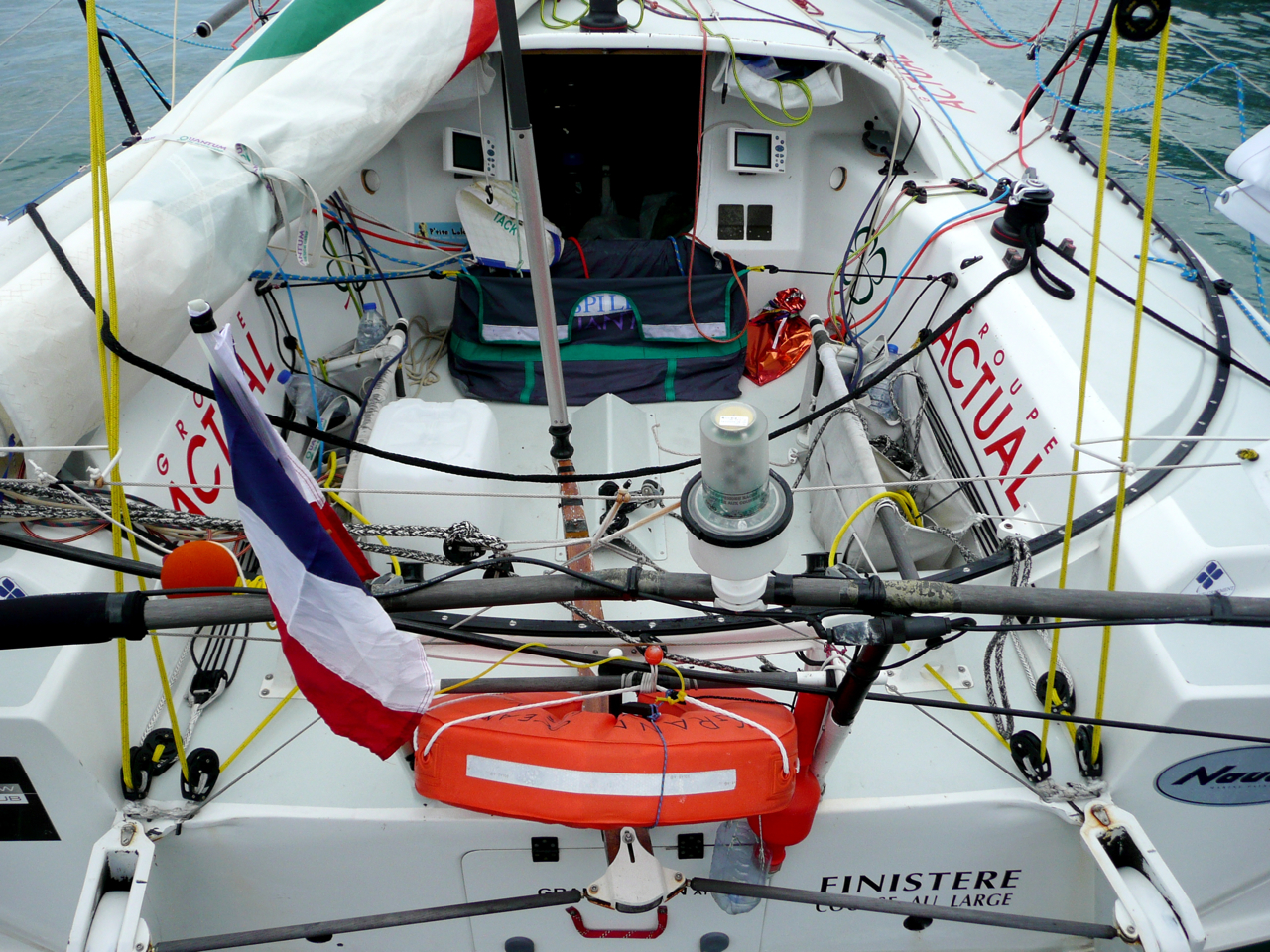
Cockpit einer Classe Mini

## Geschichte
Die Klasse wurde nach der Durchführung der ersten Mini-Transat im Jahr 1977 geboren: Diese neue vom Engländer Bob Salmon gegründete 2-Etappen-Regatta ermöglichte es auch  kleinen Booten bis zu 6,50 m Länge den Atlantik einhand zu überqueren. Die Route führte von Penzance/Cornwall via Teneriffa nach Antigua.
Die schnell wachsende Popularität erforderte die Schaffung eines Regelwerk und die Gründung einer Klassenvereinigung. Diese wurde 1984 gegründet und ein Jahresprogramm der Mini-Klasse organisiert mit den Regatten: Mini-Transat (zukünftige Transat 6.50), Mini-Fastnet, Mini-Max, Transgascogne, und andere, küstennahe Rennen.

## Beschreibung
Die Klassenregeln sind relativ offen als "box rule" gestaltet. Das heißt, die Hauptmaße wie Länge, Breite, Tiefgang und Masthöhe sind festgelegt sowie einige, vor allem der Sicherheit dienende Maße. So bleibt dem Konstrukteur ein weites Feld für Experimente offen, auch wegen des überschaubaren finanziellen Engagements beim Bau und Unterhalt eines Mini. So kommen viele Trends wie Neigekiel oder Scowbug aus dieser Klasse.
Bei den Minis wird zwischen Prototypen und Serienbooten unterschieden. Im Allgemeinen gibt es bei Regatten zwei Wertungen, eine für jeden Bootstyp. Serienboote werden "homologiert", also als solche anerkannt, wenn sie nicht nur alle Spezifikationen der Mini-Klasse erfüllen, sondern auch aus einer Serie von mindestens zehn streng identischen Booten desselben Herstellers stammen und der Bau von Vertretern der Mini-Klasse kontrolliert wird.
Prototypen sind Boote, die die Anforderungen der Klasse erfüllen, aber verbessert und modifiziert werden können, um ihre Leistung zu verbessern. Diese Offenheit für Innovationen hat die Mini-Klasse zu einem ständigen Labor für Innovationen im Ozean-Segelrennsport gemacht. Zahlreiche Verbesserungen an Hochsee-Rennbooten (Karbonmasten, Neigekiele usw.) wurden an Minis getestet, bevor sie auf die größten Yachten übertragen wurden.
Die Liste der Konstrukteure von Class Mini Booten kommen aus großen französischen Entwurfsbüros wie Finot-Conq, Verdier oder Marc Lombard. Aber auch viele jüngere Yachtdesigner versuchen sich an Mini-Designs.
Heute gibt es etwa 300 Mitglieder der Klassenvereinigung, eine Mischung aus Amateuren und Berufsseglern.